# William Jidayi
William Jidayi (Ravena, Italia, 9 de septiembre de 1984) es un futbolista italiano de origen nigeriano. Juega de mediocampista y su actual equipo es el Ravenna de la Serie C.

## Clubes
| Club                     | País   | Año             |
| ------------------------ | ------ | --------------- |
| Ravenna F.C.             | Italia | 2001 - 2004     |
| A.S. Melfi               | Italia | 2004 - 2005     |
| Castel San Pietro        | Italia | 2005 - 2006     |
| Sassuolo Calcio          | Italia | 2006 - 2008     |
| Calcio Padova            | Italia | 2008 - 2012     |
| Saint-Christophe         | Italia | 2012            |
| Juve Stabia              | Italia | 2012 - 2013     |
| A.S. Cittadella (Cedido) | Italia | 2013 - 2014     |
| Juve Stabia              | Italia | 2014 - 2015     |
| U.S. Avellino            | Italia | 2015 - 2017     |
| Pro Vercelli             | Italia | 2017 - 2018     |
| Ravenna F.C.             | Italia | 2018 - Presente |